# Wasserturm (Rheinbach)

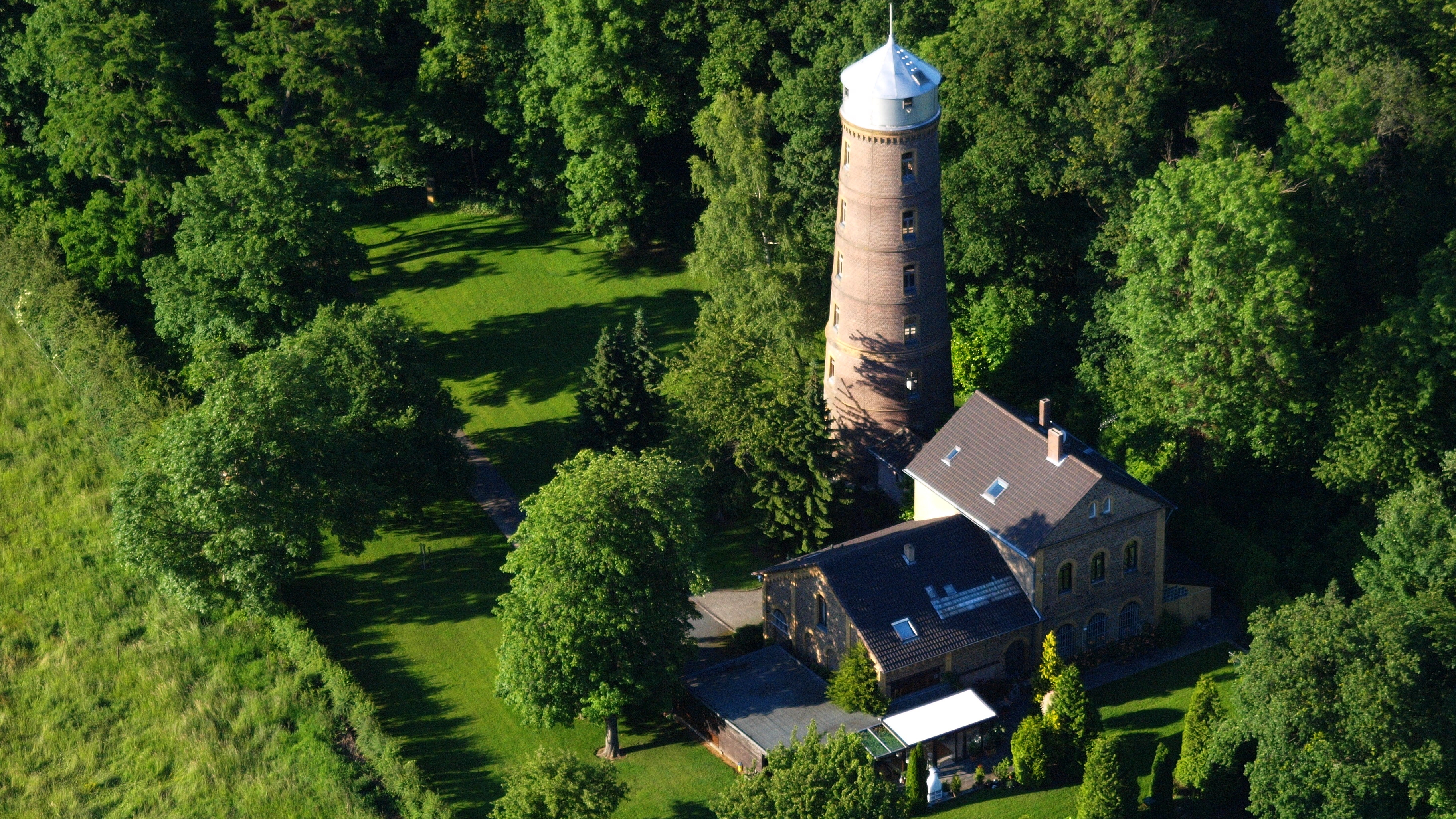
Luftaufnahme des Ensembles

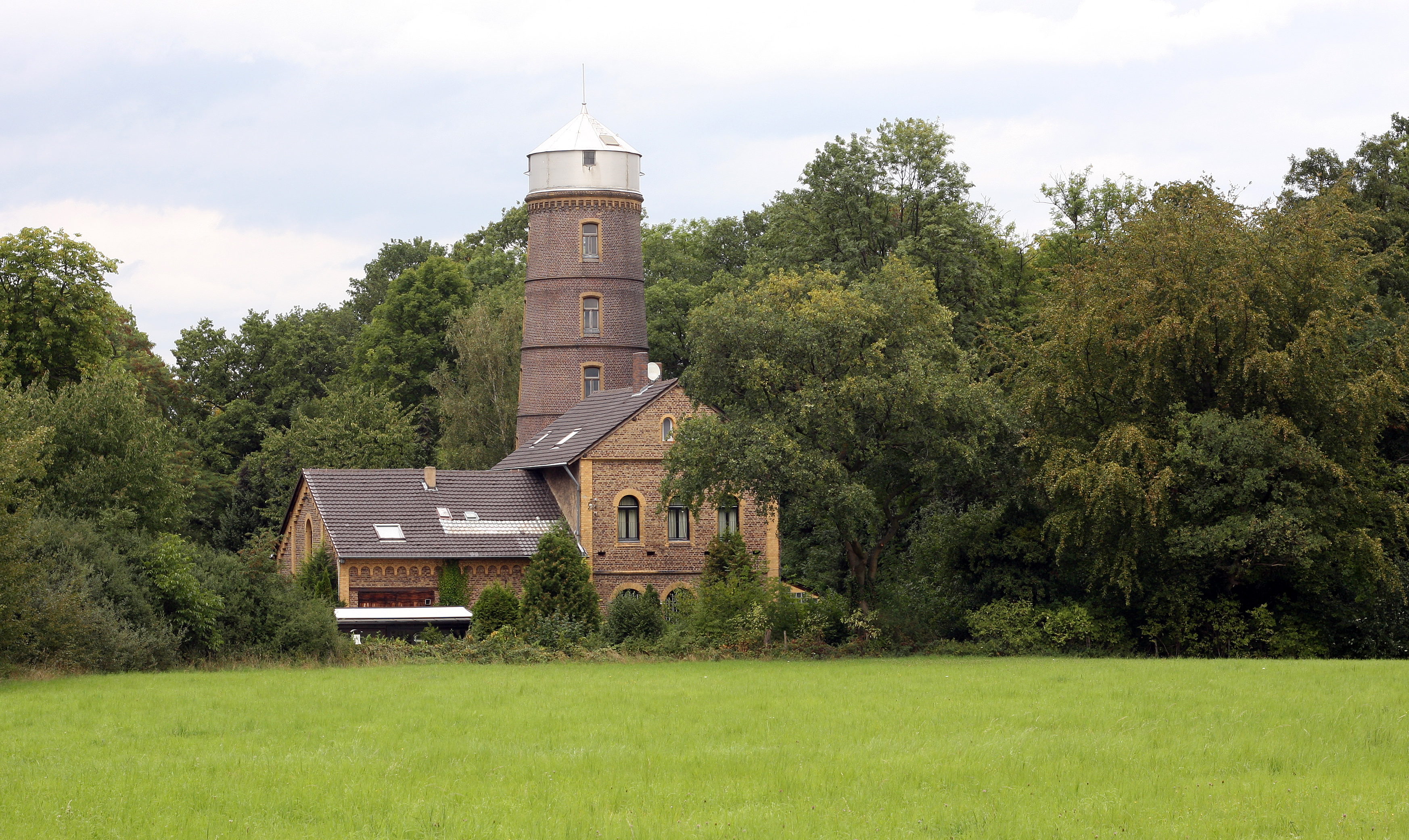
Turm und ehemaliges Maschinenhaus aus südlicher Richtung

Der ehemalige Wasserturm in Rheinbach befindet sich im heutigen Stadtpark im Süden der Stadt und wird als Künstleratelier genutzt. Das umgebaute Gebäude steht seit dem 18. Dezember 1984 unter Denkmalschutz.
Der Turm war Teil des ersten Rheinbacher Wasser- und Elektrizitätswerks, das 1897 in Betrieb genommen wurde. Das zentrale Werk löste die bis dahin genutzten fahrbaren Wasserfässer ab, mit denen die Einwohner dezentral aus sechs öffentlichen Brunnen (mittels händisch betriebener Wasserpumpen) versorgt wurden.
Der Wasserturm war mit einem damals modernen Intzebehälter ausgestattet, der durch den Einbau eines Innenzylinders die Besteigung des oberen Behälterraumes ermöglichte. Das Dach war geneigt und verfügte über eine Laterne, die Ummantelung wurde als Rabitzputz ausgeführt. Bis 1949 war das Wasserwerk mit seinem Turm im Betrieb.
Ab Mai 1955 nutzte der Landkreis Bonn den Turm als Schlauchpflegeanstalt der Feuerwehr. Diese Nutzung wurde 1969 beendet. In der Folgezeit wurde der Wasserbehälter in der Turmspitze zurückgebaut und diese verschlankt, sodass die Turmform heute eher einem Leuchtturm gleicht. Der Turm sowie das zugehörige ehemalige Maschinenhaus wurden seit Anfang der 1980er Jahre bis 2019 von dem Glaskünstler Udo Edelmann genutzt. Der Studioglaskünstler betreibt hier die Studioglashütte Edelmann sowie eine Galerie und lebt mit seiner Ehefrau Chris in dem Gebäudeensemble.
Im ehemaligen Wasserturm arbeiteten seit 1982 viele Glaskünstler und stellten hier aus (wie Volkhard und Renate Precht, Günter und Henry Knye oder Stanislaw Borowski.).